# Kamoi (1922)
Kamoi (japonsky 神威 ~ mys v podprefektuře Širibeši, Hokkaidó) byl tanker japonského císařského námořnictva z roku 1922, který byl 1933 přestavěn na nosič hydroplánů, 1940 přestavěn na zásobovací loď létajících člunů a 1943 zpět na tanker. Zúčastnil se druhé čínsko–japonské války a podílel se na budování japonských základen hydroplánů a létajících člunů v Pacifiku. Po přestavbě zpátky na tanker se na podzim 1944 zúčastnil jedné cesty ze Singapuru do Japonska a při zpáteční cestě na počátku roku 1945 byl potopen americkými letouny v Hongkongu.
U japonských jmen je rodné jméno uváděno na prvním místě a rodové jméno na druhém

## Stavba
Kamoi byl objednán v amerických loděnicích firmy New York Shipbuilding v Camdenu v New Jersey. Původně mělo být v rámci plánu 8-8 na rozvoj loďstva postaveno osm oceánských tankerů pro doprovod loďstva, ale Kamoi zůstal jedinou lodí ve své třídě. Byl dokončen 12. září 1922.
Dne 27. září 1922 vyplul z Filadelfie a 15. prosince doplul do Jokosuky.

## Služba a přestavby

### Před druhou čínsko–japonskou válkou

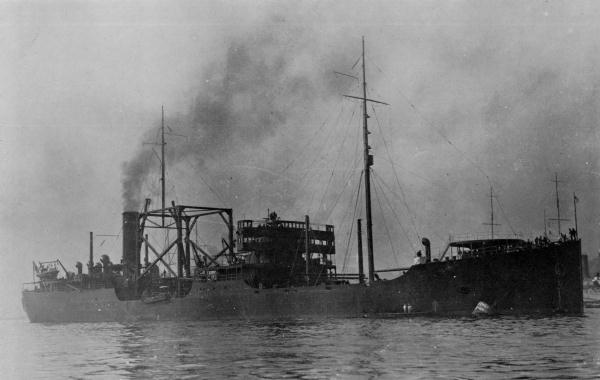
Kamoi ve dvacátých letech, ještě jako tanker

Jako tanker podnikl Kamoi celkem 25 cest mezi Japonskem a severní Amerikou.
V roce 1932 se po šanghajském incidentu císařské námořnictvo rozhodlo přestavět Kamoi na nosič hydroplánů. Přestavby se ujaly loděnice Uraga (浦賀船渠株式会社 Uraga Senkjo Kabušiki Kaiša) ve stejnojmenném městě (dnes část Jokosuky). Práce začaly v únoru 1933 a trvaly až do 1. června 1934. Během nich byl Kamoi v červenci 1933 přiřazen přímo k Rengó kantai. Po ukončení přestavby nesl Kamoi dvanáct hydroplánů Kawaniši E5K1, jejichž příslušnost ke Kamoi prozrazoval kód 5-xx. Kamoi nenesl katapult, takže letouny musely startovat z vodní hladiny. Kromě nové role mohl Kamoi i nadále plnit roli tankeru.
V září 1935 se Kamoi zúčastnil v rámci 4. kantai (第四艦隊 ~ loďstvo) „červeného loďstva“ námořního cvičení v severozápadním Pacifiku. Při následném „incidentu 4. loďstva“, kdy byla 4. kantai zasažena tajfunem bylo mnoho lodí poškozeno, ale zda (a jak vážně) byl poškozen Kamoi není známo.
V letech 1936 a 1937 prošel Kamoi další rekonstrukcí, při které byla upravena záď a loď dostala nový jeřáb pro vyzvedávání hydroplánů zpět na palubu.
Dne 28. ledna 1937 vyplul Kamoi spolu s novou minonoskou Okinošima (která rovněž byla vybavena letounem a dokonce i katapultem) a torpédoborci Asanagi a Júnagi z Jokosuky. Cílem této výpravy byl průzkum Karolínských a Marianských ostrovů za účelem nalezení vhodných míst pro budování vojenských základen a letišť. Bylo navštíveno 21 přístavů a dalších jedenáct lokalit bylo prozkoumáno ze vzduchu. Mezi 29. červnem a 5. červencem 1937 se Kamoi zúčastnila spolu s Okinošimou, Asanagi, Júnagi a letouny z jokosucké námořní letecké základny leteckého cvičení.
Počátkem července 1937 byl Kamoi pověřen princem a vrchním velitelem námořního štábu Hirojasu Fušimou pátrat po zmizelé Amelii Earhartové a Fredu Noonanovi, jejichž Lockheed L-10E Electra zmizela beze stopy po startu z Lae. Po pár hodinách ale bylo pátrání odvoláno.

### Druhá čínsko–japonská válka

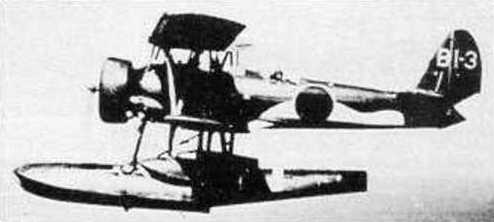
Během nasazení u čínských břehů operovaly z Kamoi hydroplány Nakadžima E8N, které pro útoky na pozemní cíle mohly nést dvě třicetikilogramové pumy

Po incidentu na mostě Marca Pola (7. července 1937) se císařské námořnictvo zapojilo do šanghajské operace. V srpnu 1937 proto Kamoi působil ve Východočínském moři severozápadně od Formosy a u Šanghaje. Dne 23. srpna zaútočily hydroplány z Kamoi spolu s hydroplány z bitevních lodí Nagato a Mucu na pozemní cíle u Šanghaje. Stíhací doprovod jim zajišťovaly stíhací letouny z Rjúdžó. Dne 12. října vyslala Kamoi dva E8N2 nad Nanking. Proti nim odstartovala letka čtyř odlehčených Curtiss Hawk III plukovníka Kchao Čch'-changa, složená ze zbytků 3., 4. a 5. leteckého pluku čínského letectva. Hawk no. 2404 se srazil s jedním E8N2, který se zřítil a posádka zahynula. Druhý E8N2 byl donucen nouzově přistát na Jang-c’-ťiang, ale po přistání byl Hawky postřelován a následně potopen. Jeho posádka rovněž zahynula. Mezi padlými byl i velitel palubní skupiny šósa (少佐 ~ korvetní kapitán) Nambu.
Počátkem roku 1938 působil Kamoi u pobřeží provincie Kuang-tung. Jednoho dne (Hackett & spol. neuvádí přesné datum) vyslal letku E8N2, aby zaútočily na cíle v Kantonu. Jednomu E8N2 se podařilo nad cílem sestřelit čínský průzkumný letoun. Druhého dne ale čtveřice E8N2 při obdobné misi narazila na čínský Gloster Gladiator Mk.I pilotovaný britským dobrovolníkem. E8N2 byly sice několikrát zasaženy, ale během desetiminutového souboje Brit zjistil, že E8N2 není lehká kořist a nakonec se stáhl.
V květnu 1938 se Japonci prostřednictvím 2. kombinované kaigun tokubecu rikusentai (海軍特別陸戦隊 ~ Speciální námořní vyloďovací jednotka) pokusili obsadit cizineckou čtvrť v Amoy. Mezi japonskými jednotkami podporujícími vylodění se v rámci 3. kókú sentai (航空戦隊 ~ divize mateřských lodí) nacházel i Kamoi. Ráno 10. května hydroplány z Kamoi a Kamikawa Maru bombardovaly mosty, silnice a lodě severovýchodně od Amoy. Po mezinárodní intervenci se ale Japonci museli stáhnout. V srpnu 1938 operoval Kamoi na řece Jang-c'. Poté se opět přesunul na jih a mezi 12. a 25. říjnem podporoval spolu s letadlovými loděmi Kaga, Sórjú, Rjúdžó a nosičem hydroplánů Notoro japonskou ofenzívu v Kuang-tungu, během které 21. října padl Kanton. I poté zůstával Kamoi u čínských břehů a 15. prosince se k němu přidal nový nosič hydroplánů Čijoda.

### Budování základen
V říjnu 1939 Kamoi opustil čínské vody a 15. listopadu byl spolu s Čijodou přidělen k 17. sentai (戦隊 ~ divize) nově obnovené 4. kantai na Truku.
V roce 1940 se podílel (spolu s nosiči Čijoda a Kinugasa Maru) na budování základen hydroplánů na ostrovech Dublon (Truk), Malakal (Palau), Roi a Eyebe (oba Kwajalein) a Saipan. V lednu 1940 operoval ve východní části Marshallových ostrovů, zejména u ostrovů Roi-Namur v atolu Kwajalein, Emidj v atolu Jaluit a u atolu Wotje. Kromě hledání vhodných lokací pro založení základen také poskytoval servis hydroplánům Jokohama kókútai (横浜航空隊 ~ Jokohamský letecký pluk/skupina) při jejich přeletech. Téhož roku byl Kamoi konvertován na zásobovací loď létajících člunů (a jako takový oficiálně překlasifikován 15. listopadu) a poté poskytoval na Kwajaleinu servis létajícím člunům Kawaniši H6K od Dai Nippon Kókú Kaisja (大日本航空会社 ~ Aerolinky velkého Japonska). Kamoi podléhal velení 24. kókú sentai (航空戦隊 ~ letecká flotila) 4. kantai.

### Druhá světová válka
Vypuknutí druhé světové války 8. prosince 1941 zastihlo Kamoi na Truku v rámci 24. kókú sentai. V druhé polovině ledna 1942 podporoval Kamoi obsazení Rabaulu, ve kterém se japonské jednotky vylodily 23. ledna.
Dne 17. října 1943 připlul Kamoi do Surabaye z Balikpapanu. Mezi 22. až 25. říjnem plul Kamoi spolu s bývalou zásobovací lodí ponorek Rio de Janerio Maru ze Surabaye do Singapuru. Část cesty je doprovázela minolovka W-8. Dne 29. října se vydal do Penangu, odkud 3. listopadu zamířil – doprovázen stíhačem ponorek č. 8 – na západ do Port Blair na Andamanech. Tam dorazil večer 5. listopadu a posléze se vrátil do Singapuru. Dne 10. listopadu se opět vydal ze Singapuru do Penangu. Pravděpodobně kolem 19. prosince vykonal Kamoi cestu ze Sabangu na severu Sumatry do Singapuru, eskortován stíhačem ponorek č. 8.

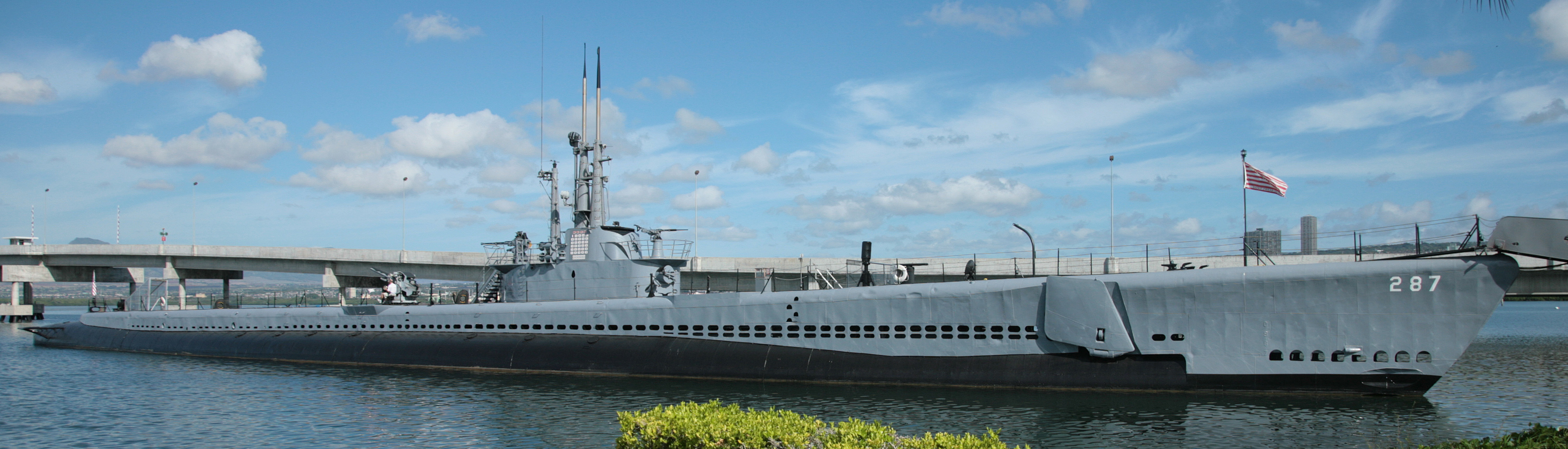
USS Bowfin (SS-284) – ponorka třídy Balao, se kterou svedl Kamoi svoji málem poslední bitvu, je nyní (2009) vystavena v Pearl Harboru jako památník a muzeum

Večer 23. ledna 1944 připlul Kamoi do Kendari na jihovýchodě Celebesu. Dne 26. ledna vyplul spolu se třemi doprovodnými plavidly podél jižního pobřeží Celebesu do Makassaru na jihozápadě ostrova. Letecké krytí zajišťovaly hydroplány. Ráno 28. ledna proplouval Kamoi s doprovodem Salajarskou úžinou (5°41′54″ j. š., 120°27′42″ v. d.), když jej přibližně v 5.50 zpozorovala ponorka USS Bowfin. Ponorka, která byla na své čtvrté misi, pak Kamoi sledovala celý den. Během dne byla pětkrát donucena se ponořit kvůli hlídkujícím hydroplánům. Kolem 21.00 zaútočila na hladině na kličkující cíl. Šest podle radaru zaměřených a odpálených torpéd ale cíl minulo. Torpéda přilákala pozornost doprovodných plavidel, která ale ponorku neobjevila. Po přebití torpéd se Bowfin ve 22.00 pokusil o druhý útok na hladině. Opět vystřelil šest torpéd a tentokrát dvě zasáhla Kamoi uprostřed. Bowfin se přiblížil na hladině, ale byl zpozorován a Kamoi po něm zahájil palbu ze svých děl a kulometů. Vynořená ponorka proto otočila zpět a ve 22.45 vystřelila dvě torpéda ze zadních torpédometů. Obě ale minula. Další dvě torpéda ze záďových torpédometů následovala ve 23.29 a tentokrát zasáhla. Kamoi se nacházel na pozici 4°8′ j. š., 117°50′ v. d. a jeho příď byla ponořená hluboko do vody. Další vypálené torpédo loď minulo a tak se Bowfin opět pokusil přiblížit. Byl opět zpozorován a opět zahnán palbou z Kamoi. Ve 23.48 odpálil Bowfin poslední torpédo, které zasáhlo. Jelikož střelba z Kamoi začala být nepříjemně přesná, ponorka se ponořila a ponechala svoji oběť jejímu osudu. Kamoi rovněž opustil scénu a najel na mělčinu aby se nepotopil.

### Oprava a konverze na tanker
Po střetnutí s ponorkou Bowfin a následném uváznutí na mělčině byl Kamoi pravděpodobně již 29. ledna 1944 odvlečen z Makassarské úžiny. Dne 1. února připlul do námořní základny Seletar na Singapuru, kde začaly opravy. Během nich byl 15. dubna Kamoi překlasifikován zpět na tanker, neboť Japonsko potřebovalo nahradit ztráty obchodního loďstva (převážně způsobené ponorkami) a zajistit dodávky strategických surovin pro domácí ostrovy. S překlasifikováním souviselo i odstranění zařízení pro manipulaci s hydroplány.

### Konvoj ze Singapuru do Japonska (podzim 1944)
Dne 29. srpna byly opravy i konverze hotové a staronový tanker Kamoi se 6. září vydal na svoji první plavbu v konvoji. Spolu s ním vypluly ze Singapuru tankery Kjokuto a Okigawa Maru, doprovázené torpédoborcem Sacuki a stíhači ponorek č. 30 a č. 33. Dopoledne 8. září se Okigawa Maru a č. 30 oddělily a pluly napřed do Miri na severu Borneu, kde téhož dne večer zakotvil i zbytek konvoje. V Miri se konvoj zdržel a přidala se k němu další plavidla.
Konvoj MIMA-11 vyplul odpoledne 15. září z Miri a kromě Kamoi a patnácti dalších nákladních lodí s konvojem pluly kaibókany č. 8, č. 25, č. 28 a č. 32. Konvoj měl namířeno do Manily na Filipínách. Plavil se podél pobřeží a vyhledával úkryty v četných kotvištích. Když 21. září zahájila americká TF 38 nálety na cíle v Manilské zátoce a okolí, rozkázal čúdžó (中将 ~ viceadmirál) Gun'iči Mikawa (toho času vrchní velitel Jihovýchodního loďstva), aby byly všechny zásobovací lodě přesunuty do Coron Bay (11°53′54″ s. š., 120°9′24″ v. d.) severně od Palawanu. Kamoi se proto 22. září oddělil od konvoje (který se zrovna nacházel v Bacuit Bay na severu Palawanu) a zamířil do Coron Bay.
Ráno 24. září zaútočilo na lodě v Coron Bay 96 stíhacích F6F Hellcat a 22 střemhlavých bombardérů SB2C Helldiver z letadlových lodí TF 38 (mimo jiné i TG 38.3: USS Intrepid, USS Cabot a USS Lexington). V době útoku (kolem 9.00) se Kamoi nacházel spolu s dalšími nákladními loděmi a jedním torpédoborcem v kotvišti na severním okraji Coron Bay u ostrova Lusong (11°58′45″ s. š., 120°1′9″ v. d.). Kamoi se stal cílem letounů AG-31 z Cabot. Dva Hellcaty od VF-31, které pilotovali James M. Bowie a Charles W. Dietrich, zasáhly Kamoi na přídi. Přestože poškození bylo vážné, podařilo se Kamoi uniknout na jih přes celou zátoku a dostat se na volné moře. Dalším zásahům (a potopení) tak Kamoi unikl, což se ale nedá říci o mnoha dalších lodích, které nálet zastihl.
Následujícího dne ráno vyplul konvoj MIMA-11 z Bacuit Bay a zamířil k Manile. Cestou se k němu pravděpodobně připojil poškozený Kamoi. Kvůli leteckým útokům na Manilu byl konvoj přesměrován do Takaa. Časně ráno 27. září plul Kamoi velmi pomalu 240 mil jihozápadně od Manily, když na něj v 5.00 zaútočila vynořená ponorka USS Bonefish na pozici 13°51′ s. š., 119°35′ v. d. Ze čtyř vystřelených torpéd jedno zasáhlo a způsobilo na Kamoi další poškození. Pravděpodobně 29. září Kamoi dorazil do Manily a po nouzových opravách v Cavite zamířil do San Fernando v Lingayenském zálivu. Tam 2. října dorazily i zbývající tři lodě konvoje MIMA-11, který byl zdecimován americkými ponorkami.
Kamoi se v San Fernando spolu se třemi zbývajícími tankery MIMA-11 přidal ke konvoji MATA-28, který ráno 6. října vyplul na moře. Konvoj doprovázely kaibókany č. 8, č. 32 a č. 25, stíhače ponorek č. 28, č. 30, č. 33 a č. 41 a minolovka č. 20. Další zastávkou mělo být Takao. Již hodinu a půl po vyplutí byl v 8.00 konvoj napaden ponorkou USS Aspro. Všechna tři vystřelená torpéda sice minula, ale v 15.30 zaútočila ponorka USS Cabrilla a její torpéda již své cíle našla. Tanker Jamamizu Maru č. 2 byl potopen a Hokujei Maru musel najet na břeh u Viganu. Po tomto přepadu se večer konvoj vrátil do Lapoc Bay na Filipínách.
Krátce po půlnoci na 7. října přišlo hlášení o americkém svazu pohybujícím se u Formosy, kam měl konvoj původně namířeno. Konvoj byl rozdělen a zatímco část lodí zůstala, Kamoi spolu s šesti dalšími loděmi se vydal do přístavu Jülin na jihu Chaj-nanu v Číně. V 6.00 se Kamoi spolu s Tačibana Maru oddělil od zbytku konvoje, doprovázaly je kaibókan č. 8 a stíhač ponorek.
V 16.30 8. října byl poplach ohledně amerického svazu u Formosy odvolán a konvoj MATA-28 v 18.00 zase zamířil do Takaa. V noci z 8. a 9. října se konvoj stal terčem amerických ponorek. Ponorka USS Hoe, která těžce poškodila kaibókan č. 8 a potopila Kohoku Maru a ponorka USS Sawfish potopila Tačibana Maru. Tanker Kamoi se oddělil od konvoje a zamířil do Hongkongu, kam v 16.00 9. října zamířil i zbytek konvoje.
Dne 11. října dorazil Kamoi do Hongkongu, kde byl umístěn do suchého doku a konečně mohly být opraveny rozsáhlé škody způsobené Hellcaty z Cabot a ponorkou Bonefish. Během oprav byl Kamoi 5. listopadu opět poškozen leteckým útokem. Po ukončení oprav odplul do Japonska.

### Zpáteční cesta na jih (1945)
V 8.20 31. prosince 1944 vyplul Kamoi s konvojem HI-87 z Modži v průlivu Kanmon a zamířil na jih do Singapuru. Kamoi byl vlajkovou lodí velitele konvoje. V konvoji kromě Kamoi plulo dalších osm tankerů, jeden transportér a eskortu zajišťovaly letadlová loď Rjúhó, torpédoborce Šigure, Hatakaze, Hamakaze, Isokaze a kaibókany Mikura, Kurahaši a č. 13. Ráno 3. ledna 1945 konvoj zastavil na Čoušanských ostrovech (舟山岛) u Šanghaje, kde se kvůli hrozícímu nebezpečí leteckých útoků na Formosu zdržel až do 5.00 5. ledna.
Cestou na Formosu byl konvoj 7. ledna zpozorován „vlčí smečkou“ amerických ponorek, kterým se ale podařilo pouze těžce poškodit tanker Munakata Maru. Večer konvoj zakotvil u západního pobřeží Formosy s tím, že jednotlivé lodě doplují do Takao samostatně. Kamoi vyrazil spolu s Kaiho Maru a eskortou 8. ledna ve 12.00. Kaiho Maru pro poruchu motorů odpadla a spolu s ní zůstala pozadu i část eskorty. Kamoi ale ve 23.13 téhož dne zakotvil na vnější rejdě takaoského přístavu.
Kolem 12.00 9. ledna se lodě v přístavu a okolí staly cílem náletu letounů z TF 38. Kamoi ale vyvázl relativně lehce s pouze lehkým poškozením – pravděpodobně od blízkého dopadu pumy. Následujícího dne v 17.00 vyrazil konvoj pěti lodí na další úsek cesty do Mako, kam je eskortoval torpédoborec Šigure a devět kaibókanů. Na moři byl 12. ledna cíl cesty změněn na Hongkong, kam konvoj dorazil v 11.00 následujícího dne.
Dopoledne 15. ledna byl konvoj v Hongkongu zastižen leteckým náletem, který Kamoi přečkal bez vážných škod. Stejné štěstí ale neměl následující den, když na přístav zaútočily letouny z TF 38. Kamoi byl v 11.24 poškozen těsným dopadem pumy na levoboku a následně ve 12.40 inkasoval Kamoi přímý zásah do strojovny. Po TF 38 zaútočily armádní P-51 Mustang od 14th AF, které Kamoi postřelovaly a zapálily.
Další těžké škody utrpěl Kamoi 5. dubna, když se Hongkong stal cílem bombardérů B-24 Liberator. Kamoi zasáhlo několik pum a 8. dubna tanker vlivem průsaků dosedl na dno přístavu. Dne 13. dubna byl Kamoi opuštěn posádkou. Po kapitulaci japonské posádky v Hongkongu byl Kamoi v roce 1946 vyzvednut Brity ze dna přístavu a sešrotován.
Dne 3. května 1947 byl Kamoi vyškrtnut ze seznamu lodí japonského námořnictva.